# Isotoma scapigera
Isotoma scapigera là loài thực vật có hoa trong họ Hoa chuông. Loài này được (R.Br.) G.Don mô tả khoa học đầu tiên năm 1834.